# Andrea Tagwerker
Andrea Tagwerker est une lugeuse autrichienne née le 23 octobre 1970 à Bludenz.

## Biographie

### Carrière
En 1994, elle a remporté le bronze olympique à Lillehammer.

## Palmarès

### Jeux olympiques
- Médaille de bronze en luge simple aux Jeux olympiques d'hiver de 1994 à Lillehammer[2]

### Championnats du monde
- Médaille d'or en luge par équipe en 1996 à Altenberg.
- Médaille d'or en luge par équipe en 1997 à Igls.
- Médaille d'or en luge par équipe en 1999 à Königssee.
- Médaille d'argent en luge par équipe en 1991 à Winterberg.

### Coupe du monde
- 1 gros globe de cristal en individuel : 1997.
- 16 podiums individuels : 
  - en simple : 2 victoires, 5 deuxièmes places et 9 troisièmes places.

### Championnats d'Europe
- Médaille d'argent en luge simple en 1998.
- Médaille d'argent par équipe en 1992 et 1996.
- Médaille de bronze en luge simple en 1996.
- Médaille de bronze par équipe en 1994 et 1998.